# Kanapa

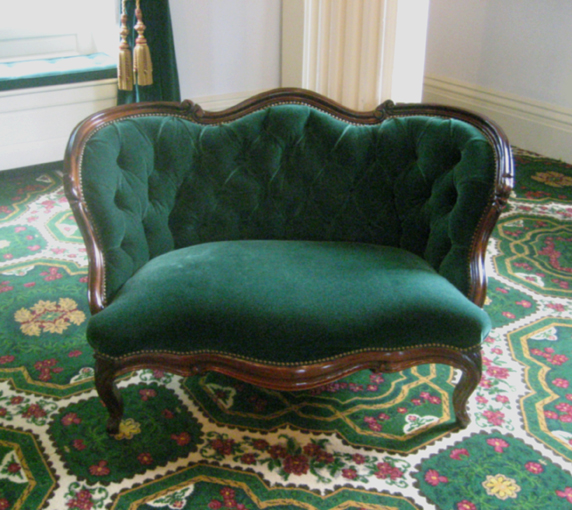
Kanapa, eklektyzm, Kongres Stanu Vermont w Montpelier, 1859

Kanapa (z (łac.) canopeum, (gr.) kōnōpeōn – łoże z moskitierą) – mebel o konstrukcji szkieletowej, rodzaj fotela poszerzonego, mieszczącego od trzech do czterech osób, wyściełanego, z oparciem i poręczami. Jej pierwowzorem była cassapanca (wł. skrzynia). Kanapa weszła w użycie w XVII wieku, w XVIII w. powstały jej liczne formy, zależnie od rozwiązania oparcia i poręczy.